# Яна Кубічкова
Яна Кубічкова (чеськ. Jana Kubičková), до шлюбу Познерова (чеськ. Jana Posnerová, 9 січня 1945, Нове Сади, Нітра, Нітранський край) — чехословацька гімнастка, призерка Олімпійських ігор, чемпіонка світу.

## Біографічні дані
На Олімпіаді 1964 Яна Познерова зайняла 2-е місце в командному заліку. В індивідуальному заліку вона зайняла 23-е місце. Також зайняла 34-е місце — у вправах на брусах, 15-е — у вправах на колоді, 16-е — в опорному стрибку та 29-е — у вільних вправах.
Після Олімпіади 1964 Яна Познерова одружилася з Вацлавом Кубічкою, чехословацьким гімнастом, який входив до складу збірної Чехословаччини на Олімпійських іграх 1964.
На чемпіонаті світу 1966 Яна Кубічкова завоювала золоту медаль в командному заліку. В індивідуальному заліку вона зайняла 8-е місце. Також зайняла 5-е місце в опорному стрибку та у вільних вправах.
На Олімпіаді 1968 Яна Кубічкова зайняла 2-е місце в командному заліку. В індивідуальному заліку вона зайняла 15-е місце. Також зайняла 28-е місце — у вправах на брусах, 18-е — у вправах на колоді, 13-е — в опорному стрибку та 8-е — у вільних вправах.
Після Олімпіади 1968 Яна з чоловіком Вацлавом Кубічкою переїхали до ФРН, де працювали тренерами з гімнастики.